# San Rufo
San Rufo är en ort och kommun i provinsen Salerno i regionen Kampanien i Italien. Kommunen hade 1 702 invånare (2017).